# Bruce Boxleitner
Bruce Boxleitner (12 de mayo de 1950) es un actor estadounidense.

## Trayectoria
Tras asistir a la Escuela Goodmnan de Arte Dramático (Chicago) y el Instituto de Arte de Chicago, Boxleitner se inició en el mundo de la interpretación, desarrollando su carrera especialmente en televisión.
Debutó en la pequeña pantalla en 1973, en un papel de reparto de un episodio de La chica de la tele. Tras apariciones puntuales en capítulos de series como La mujer policía (1975), Baretta (1975) o Hawaii 5-0 (1976), en 1977 le llega su gran oportunidad con el personaje de Luke Macahan en el wéstern televisivo La conquista del Oeste (1977-1979), en el que compartió protagonismo con James Arness, Eva Marie Saint y Fionnula Flanagan.
En la década de 1980, tras protagonizar la serie Traedlos vivos (1982-1984), se une a Kate Jackson en El espantapájaros y la señora King (1983-1987), serial de espías que se mantiene durante cuatro temporadas. Ya en la década de 1990 protagonizó la exitosa serie televisiva  Babylon 5 (1994-1998), con el personaje de John Sheridan. Adicionalmente él apareció también en telefilmes como Contagion (2002) o Inundación asesina (2003). Años más tarde interpretó al presidente de la Unión Planetaria, Alcuzan, en la serie The Orville (2022).
De su paso por el cine, más discreto, cabe mencionar su participación en la película Tron (1982), en el personaje que da título al film y su secuela Tron: Legacy (2010).
Ha escrito dos novelas de ciencia ficción: Frontier Earth (1999) y Searcher (2001).
Ha estado casado en dos ocasiones, con las actrices Kathryn Holcomb (coprotagonista de La conquista del Oeste) y Melissa Gilbert (La casa de la pradera).